# بيير سيمون
بيير سيمون (بالفرنسية: Pierre Simon)‏ هو شخصية أعمال فرنسي، ولد في 1885 في بروفنس في فرنسا، وتوفي في 1977.